# Quel che resta del giorno (programma televisivo)
Quel che resta del giorno è stato un programma televisivo italiano di genere rotocalco curato e condotto da Gianluca Semprini, andato in onda dal 23 dicembre 2020 al 1º aprile 2022 su Rai News 24 dal lunedì al venerdì dalle 18:00 alle 19:00.

## Il programma
Nasce come sostituto di Telegram, programma condotto dall'allora direttore di Rai News 24 Antonio Di Bella.
Il conduttore discuteva con gli ospiti delle notizie più importanti della giornata legate alla cronaca, all'attualità e alla politica.